# C. J. Wilson (baseball)
Christopher John Wilson (né le 18 novembre 1980 à Newport Beach, Californie, États-Unis) est un ancien lanceur gaucher de la Ligue majeure de baseball.
Communément appelé C. J. Wilson, il lance pour les Angels depuis 2012 après avoir évolué de 2005 à 2011 pour les Rangers du Texas. Il a représenté les Rangers au match des étoiles en 2011 et les Angels l'année suivante.

## Biographie

### Rangers du Texas

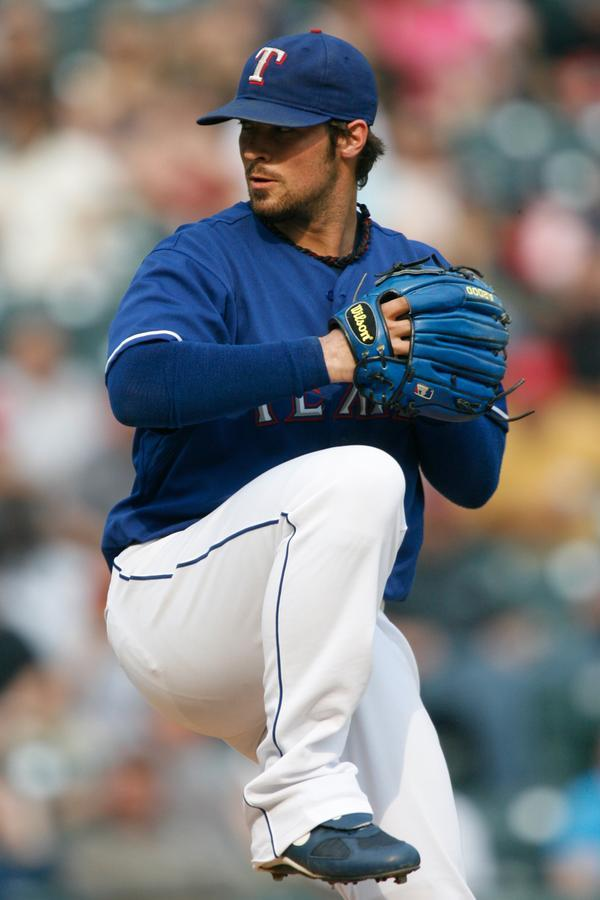
C. J. Wilson joue de 2005 à 2011 pour les Rangers du Texas.

Étudiant à la Loyola Marymount University, C. J. Wilson est repêché le 5 juin 2001 par les Rangers du Texas. Il débute en Ligue majeure le 10 juin 2005. Lanceur partant jusqu'en 2005, il devient ensuite releveur puis stoppeur. 

#### Saison 2010
Il retrouve le poste de lanceur partant en 2010. Malgré seulement deux points accordés aux Giants de San Francisco en Série mondiale 2010, il est crédité d'une défaite dans la deuxième partie de la finale, remportée par San Francisco.

#### Saison 2011
Il effectue 34 départs, un sommet dans les majeures, en 2011 et se classe quatrième parmi les lanceurs de la Ligue américaine avec 16 victoires, son nouveau record personnel. Dans cette saison où il est le plus utilisé depuis son entrée dans les majeures, le lanceur numéro un de la rotation de partants des Rangers passe 223 manches et un tiers au monticule et présente la 7e meilleure moyenne de points mérités de l'Américaine (2,94). Il réussit trois matchs complets dont un blanchissage et ne perd que 7 décisions. Il est 6e de l'Américaine avec 206 retraits sur des prises et, après avoir été le lanceur de sa ligue ayant accordé le plus de buts-sur-balles (93) dans la saison 2010, il réduit ce nombre à 74. Il honore sa première sélection au match des étoiles le 12 juillet à Phoenix. 
Wilson est toutefois critiqué pour ses performances lors des séries éliminatoires. Il débute la première partie d'après-saison des Rangers mais donne huit points, dont six mérités, dans une défaite de 9-0 aux mains des Rays de Tampa Bay en ouverture de la Série de divisions. Après une bonne sortie dans le premier match de la Série de championnat de la Ligue américaine contre les Tigers de Détroit, il donne six points à l'adversaire en six manches dans la 5e partie pour subir sa 2e défaite des éliminatoires. Sa moyenne de points mérités est séries est à ce moment de 8,04 après 15,2 manches au monticule. Il fait beaucoup mieux en Série mondiale 2011 avec 2,92 de moyenne en 12,1 manches lancées. Il livre un bon duel à Chris Carpenter des Cardinals de Saint-Louis en ouverture de la série finale mais subit sa 3e défaite dans un revers de 3-2 des Rangers. Il garde son équipe dans le match en n'accordant que deux points dans le match #5 et ne reçoit pas de décision dans la victoire de Texas. Enfin, il effectue une courte présence en relève sans donner de point dans le 7e et dernier match de la série, que les Cardinals remportent pour s'assurer du titre. Wilson affiche une moyenne de points mérités de 5,78 pour les trois rondes éliminatoires de 2011.
Après la saison, Wilson termine 6e au vote du trophée Cy Young dans la Ligue américaine.

### Angels de Los Angeles
Le 10 décembre 2011, Wilson rejoint les Angels de Los Angeles, rivaux de division des Rangers du Texas. Il signe un contrat de 77,5 millions de dollars pour cinq saisons. Son arrivée en Californie est annoncée le même jour que la signature du méga-contrat de la vedette Albert Pujols avec les Angels.

#### Saison 2012
Il débute 34 matchs en 2012 à sa première année à Anaheim. C'est le plus grand nombre de départs cette année-là par un lanceur des majeures, à égalité avec 3 autres joueurs. C'est aussi la 2e année de suite qu'il mène les majeures pour les départs. Wilson remporte 13 victoires contre 10 défaites mais sa moyenne de points mérités (3,83 en 202 manches et un tiers lancées) est sa plus élevée depuis sa saison 2008 au Texas. Il enregistre aux dépens des frappeurs adverses 173 retraits sur des prises.

#### Saison 2013
En 2013, il mène les Angels avec 17 victoires contre 7 défaites. En 33 départs, il lance 212 manches et un tiers et remet une moyenne de points mérités de 3,39. Il réussit 188 retraits sur des prises.

#### Saison 2014
Sa saison 2014, marquée par des performances peu remarquables et un manque flagrant de contrôle sur ses lancers, est sa plus difficile en carrière comme lanceur partant : sa moyenne de points mérités se chiffre à 4,51 en 31 départs et 175 manches et deux tiers au monticule. Il réussit 151 retraits sur des prises mais mène la Ligue américaine avec 85 buts-sur-balles alloués à l'adversaire. Sa seconde moitié de saison est particulièrement ardue, avec une moyenne de points mérités de 4,85 et 37 buts-sur-balles accordés contre seulement 44 retraits au bâton. Il rate un mois d'activité durant l'été à la suite de blessures à la hanche et à une cheville.
Wilson remporte 13 victoires contre 10 défaites et est laissé hors de la rotation des Angels pour les éliminatoires : il effectue une présence en relève dans la Série de division perdue contre Kansas City et en seulement deux tiers de manche accorde 3 points, 3 coups sûrs et un but-sur-balles pour être le lanceur perdant du match qui élimine les Angels le 5 octobre.

## Statistiques
| Saison | Équipe | G   | GS | CG | SHO | V  | D  | SV | IP    | SO  | ERA  |
| ------ | ------ | --- | -- | -- | --- | -- | -- | -- | ----- | --- | ---- |
| 2005   | Texas  | 24  | 6  | 0  | 0   | 1  | 7  | 1  | 48.0  | 30  | 6,94 |
| 2006   | Texas  | 44  | 0  | 0  | 0   | 2  | 4  | 1  | 44.1  | 43  | 4,06 |
| 2007   | Texas  | 66  | 0  | 0  | 0   | 2  | 1  | 12 | 68.1  | 63  | 3,03 |
| 2008   | Texas  | 50  | 0  | 0  | 0   | 2  | 2  | 24 | 46.1  | 41  | 6,02 |
| 2009   | Texas  | 74  | 0  | 0  | 0   | 5  | 6  | 14 | 73.2  | 84  | 2,81 |
| 2010   | Texas  | 33  | 33 | 3  | 0   | 15 | 8  | 0  | 204.0 | 170 | 3,35 |
| Totaux | Totaux | 291 | 39 | 3  | 0   | 27 | 28 | 52 | 484.2 | 431 | 3,90 |

| Saison | Équipe | G | GS | CG | SHO | V | D | SV | IP   | SO | ERA  |
| ------ | ------ | - | -- | -- | --- | - | - | -- | ---- | -- | ---- |
| 2010   | Texas  | 4 | 4  | 0  | 0   | 1 | 2 | 0  | 24.1 | 17 | 3,70 |
| Totaux | Totaux | 4 | 4  | 0  | 0   | 1 | 2 | 0  | 24.1 | 17 | 3,70 |

Note : G = Matches joués ; GS = Matches comme lanceur partant ; CG = Matches complets ; SHO = Blanchissages ; 
V = Victoires ; D = Défaites ; SV = Sauvetages ; IP = Manches lancées ; SO = Retraits sur des prises ; ERA = Moyenne de points mérités.